# 馬士曼譯本
馬士曼文理譯本（英語：Marshman’s Version），又稱馬殊曼譯本，是英国浸礼会宣教士約書亞·马士曼在出生于澳门的亚美尼亚人拉沙（Lassar）的协助下翻译的中文文理（文言文）圣经。1810年出版马太福音、马可福音，1811年出版新约，1822年在印度塞兰坡出版《圣经》全书， 史称“马士曼译本”，比马礼逊译本早了一年。马士曼译本和马礼逊译本统称“二马译本”。
在翻译过程中，馬士曼于1810年从马礼逊处收到了在川天主教傳教士白日昇的巴设译本（Basset–Su Chinese New Testament, 1707）的手稿，后又收到了马礼逊的译本，所以参考了巴设译本和马礼逊译本。因他与马礼逊一样，都参考了巴设译本，而巴设将翻译为神，所以他也翻译为神，与马礼逊采用的词是一样的。此外，马士曼是浸信会人士，所以他将翻译为“蘸”，而不像马礼逊那样翻译为“洗”。

## 译文摘录
以下摘自1813年出版的约翰福音1:1-10：
原始唯言、神同言、言即神也、夫言本同神、万物由他所造、非其造无一而成焉、且命在其中、命者人之光也、光照昏冥、昏冥者弗迎之矣、由神遣来一人名若翰、因来为证以证光使生民藉他而信、其本非此光、乃使为光之证耳、照生民之光者即真光也、其居世上、世亦由他所造、而世不识之。

### 网页
- 忠信與操縱――當代基督教《聖經》中文譯本研究
- 中文聖經譯本流源 （页面存档备份，存于）

## 外部連結
- 圣经珍藏：马士曼译本 （页面存档备份，存于）
- 《中文聖經翻譯史》(聖經．中文．翻譯) （页面存档备份，存于）
- 《馬殊曼譯本》(聖經．中文．翻譯) （页面存档备份，存于）